# Sân bay Alcochete
Sân bay Alcochete là một sân bay theo quy hoạch sẽ được xây làm sân bay mới của thành phố Lisboa, Bồ Đào Nha, khi hoàn thành sẽ bổ sung hoặc thay thế cho Sân bay Portela vào năm 2017.
Sau nhiều năm tranh cãi lựa chọn địa điểm ở Alcochete hay Ota, cuối cùng Alcochete đã được chọn do điều kiện hạ tầng phụ cận tốt hơn.
Chính phủ Bồ Đào Nha đã quyết định chọn địa điểm tại Alcochete để xây sân bay mới vào ngày 8/5 năm 2008